# Apsu Sulci
Gli Apsu Sulci sono una struttura geologica della superficie di Ganimede.